# Born Villain
Born Villain – ósmy album studyjny amerykańskiej grupy rockowej Marilyn Manson. Oficjalna premiera światowa została datowana na 30 kwietnia 2012 roku, choć w Japonii albumu był dostępny do sprzedaży już 25 kwietnia, a w Niemczech dwa dni później.
Utworem promującym album został utwór No Reflection. Teledysk, wyreżyserowany przez Lukasa Ettlina, miał premierę 4 kwietnia na oficjalnym kanale VEVO zespołu.
2 maja 2012 roku Marilyn Manson pojawił się na okładce angielskiego magazynu Metal Hammer, który zawierał wywiad z Mansonem wraz z nową sesją zdjęciową wokalisty. Najnowszy album otrzymał na ogół pozytywne recenzje od głównych krytyków muzycznych.

## Lista utworów
1. "Hey, Cruel World..."
2. "No Reflection"
3. "Pistol Whipped"
4. "Overneath the Path of Misery"
5. "Slo-Mo-Tion"
6. "The Gardener"
7. "The Flowers of Evil"
8. "Children of Cain"
9. "Disengaged"
10. "Lay Down Your Goddamn Arms"
11. "Murderers Are Getting Prettier Every Day"
12. "Born Villain"
13. "Breaking the Same Old Ground"
14. "You’re So Vain" (feat. Johnny Depp[5]) (bonusowy utwór)
15. "No Reflection" (Radio Edit) (bonusowy utwór wydania japońskiego)